# Évregnies
Évregnies (Nederlands: Evernijs) is een dorp in de Belgische provincie Henegouwen, en een deelgemeente van de Waalse gemeente Estaimpuis.

## Geschiedenis
Oude vermeldingen van Évregnies gaan terug tot begin 12de eeuw als Iuregniis en Eureniis, afgeleid van de Germaanse persoonsnaam "Eburo" en het achtervoegsel "-iniacas", dus "de bezittingen van Eburo". Dit werd later in het Nederlands overgenomen als Evernijs.
Évregnies was een zelfstandige gemeente, tot die bij de gemeentelijke herindeling van 1977 toegevoegd werd aan de gemeente Estaimpuis. Évregnies behoorde, net als Estaimpuis en de andere omliggende dorpen, oorspronkelijk tot het Nederlandse taalgebied maar zijn in de loop der jaren verfranst.

## Bezienswaardigheden
- De Sint-Vaastkerk (Église Saint-Vaast). Deze in kalksteen gebouwde kerk dateert uit de 15e en 16e eeuw. In het noorden en het oosten vindt men nog romaanse muurresten die uit de 11e eeuw stammen.

## Natuur en landschap
Évregnies ligt nabij de Europese weg 403. De hoogte bedraagt ongeveer 23 meter.

## Demografische ontwikkeling
- Bronnen:NIS, Opm:1831 tot en met 1970=volkstellingen

## Politiek
Évregnies had een eigen gemeentebestuur en burgemeester tot de fusie van 1977. De laatste burgemeester was Jules Vantieghem.

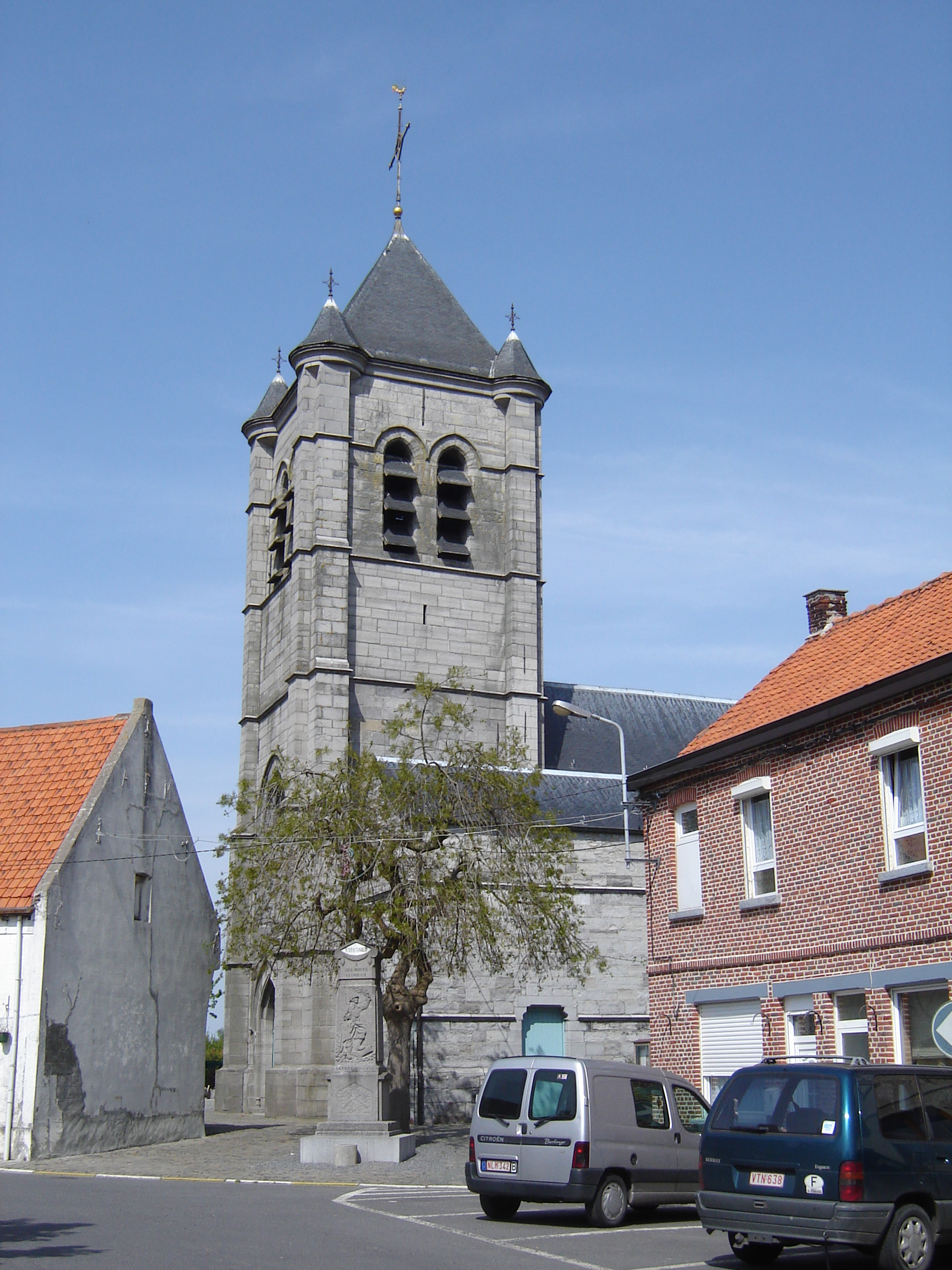
De Sint-Vaastkerk

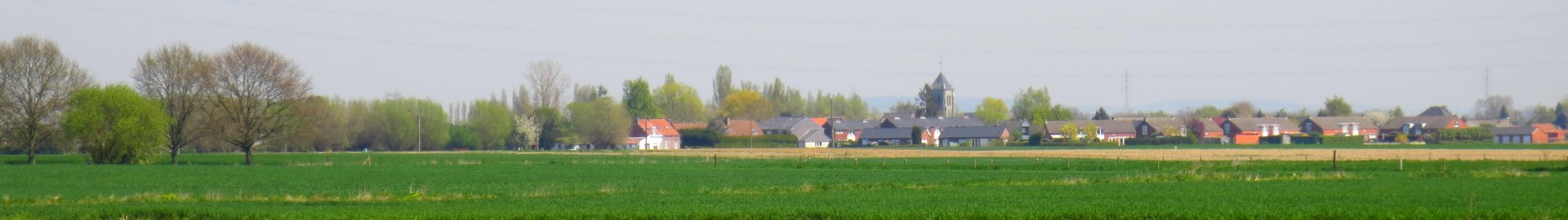
Panoramafoto van Évregnies

## Nabijgelegen kernen
Dottignies, Herzeeuw, Estaimpuis, Saint-Léger